# Nicole Borvo Cohen-Seat
Nicole Borvo Cohen-Seat, née Fanciullino le 8 décembre 1945 à Marseille (Bouches-du-Rhône), est une femme politique française. Membre du Parti communiste français, elle a été sénatrice de Paris et présidente du groupe communiste, républicain et citoyen.

## Biographie
Nicole Borvo Cohen-Seat est diplômée de l'Institut d'études politiques de Paris (1965),  
De 1990 à 2000, elle est membre du comité central puis du comité national du PCF. Elle devient directrice de la revue L'École et la Nation en 1992.
Nicole Borvo Cohen-Seat est élue sénatrice de Paris en 1995. Réélue en 2004 et 2011, elle démissionne de son mandat en septembre 2012 et cède son siège à Pierre Laurent.

## Prises de position
Elle fait partie dans les années 2000 du comité de soutien à Cesare Battisti, réfugié en France depuis les années 1980 (doctrine Mitterrand) et menacé d'extradition en Italie.

## Synthèse des mandats
- Sénatrice de Paris
- Présidente du groupe communiste, républicain et citoyen de 2001 à 2012
- Vice-présidente de la commission des lois constitutionnelles, de la législation, du suffrage universel, du règlement et d'administration générale
- Conseillère de Paris, élue du 13e arrondissement de 2001 à 2008
- Membre du comité exécutif national du PCF, responsable du Pôle « Droits de la Personne »
- Membre du Comité de déontologie parlementaire du Sénat
- Membre de la Commission consultative appelée à émettre un avis sur la modification de la valeur du point de pension
- Membre de la Cour de Justice de la République
- Membre de la Haute Cour de Justice

## Distinction
Le 31 décembre 2019, elle est nommée au grade de chevalier dans l'ordre national de la Légion d'honneur au titre de « ancienne sénatrice de Paris ; 29 ans de services ».

## Pour approfondir